# ジョイ・トゥ・ザ・ワールド
「ジョイ・トゥ・ザ・ワールド」（当初の邦題「喜びの世界」）は、アメリカのシンガーソングライター、ホイト・アクストンの楽曲。1970年にアルバム『ナチュラリー』で取り上げたスリー・ドッグ・ナイトが、翌1971年にシングル曲として発表し全米1位を獲得した。

## 解説
元々は子供向けのテレビアニメの特別番組『The Happy Song』のために書き下ろされたが、番組が制作中止となったため、スリー・ドッグ・ナイトに提供された。
スリー・ドッグ・ナイトがこの曲を取り上げたきっかけは、アクストンがスリー・ドッグ・ナイトのオープニング・アクトを務めた際、バンドがこの曲を耳にしたことだったという。スリー・ドッグ・ナイトのヴァージョンは、「ママ・トールド・ミー」（1970年）以来となる、バンドにとって2作目のBillboard Hot 100での1位獲得シングルとなり、『ビルボード』誌の年間チャートで1位に達するほどの大ヒットとなった。作者のアクストンも、1971年発表のアルバム『Joy to the World』に、自身のヴァージョンを収録した。

## 映画での使用
- アメリカ映画『再会の時』（1983年公開）で使用された[11]。
- アメリカ映画『ロジャー&ミー』（1989年公開）で、アニタ・ブライアントのヴァージョンが使用された[12]。
- アメリカ映画『フォレスト・ガンプ/一期一会』（1994年公開）で使用された[13]。
- アメリカ映画『28DAYS』（2000年公開）で使用された[14]。
- アメリカ映画『サンキュー、ボーイズ』（2001年公開）で使用された[15]。
- アメリカ映画『ソーセージ・パーティー』(2016年公開)のエンディング曲として使用された。

## ドラマでの使用
- フジテレビの月9ドラマ『ランチの女王』（2002年7月〜9月放映、竹内結子）の主題歌として使用された。これを機に、2002年8月7日には日本で再発CDシングルもリリースされている[16]。同ドラマでは、玲葉奈によるカヴァーも挿入歌として使われた[17]。

## カヴァー
- リン・アンダーソン - アルバム『You're My Man』（1971年）に収録。
- リトル・リチャード - アルバム『King of Rock and Roll』（1971年）に収録[18]。
- フィンガー5 - アルバム『個人授業』（1973年）に収録。タイトルは「歓びの世界」。訳詞はしのみさこによる。
- テン・フット・ポール - アルバム『Swill』（1993年）に収録[19]。
- マライア・キャリー - アルバム『メリー・クリスマス』（1994年）に収録。同名異曲のクリスマス・キャロル「Joy to the World」とのメドレーという形で取り上げた。
- 玲葉奈 - 2002年、「Free wave」との両A面シングルとして発表。アルバム『Sun Road』（2003年）にも収録された。
- 多和田えみ - アルバム『SINGS』（2009年）に収録。スライ&ザ・ファミリー・ストーンのカヴァーとミックスした「Dance To The Music / Joy To The World」として。